# Kayb'il B'alam
Kayb'il B'alam (* um 1500; † nach 1527) war ein Prinz und Feldherr der Mam-Maya zur Zeit der Conquista.
Er war ein Sohn und designierter Nachfolger des Fürsten Acab. Durch verschiedene Prüfungen hatte er sich zum Führer der Mam-Krieger qualifiziert. Zum Zeitpunkt der Conquista waren die Mam tributpflichtige Vasallen der Quiché. Als Gonzalo de Alvarado 1525 die festungsartig angelegte Hauptstadt der Mam, Zaculeu erobern wollte, konnte Kayb'il B'alam mit seinen 18.000 Mam-Kriegern über vier Monate erfolgreich Widerstand leisten. Nachdem es gelang, die Stadt einzunehmen, entzog er sich dem Zugriff der Spanier. Er begab sich in die umliegenden Berge und führte von dort einen jahrelangen Guerillakrieg gegen Alvarados Truppen.
Wegen seines militärischen Geschickes, von Erfolg kann man angesichts der Unterwerfung auch der Mam-Maya nur eingeschränkt reden, wurde Kayb'il B'alam zu einem Nationalhelden. Die Kaibiles, Elitesoldaten der Streitkräfte Guatemalas leiten stolz ihren Namen von Kayb'il B'alam her.